# Сулименко, Юрий Николаевич
Юрий Николаевич Сулименко (укр. Юрій Миколайович Суліменко; род. 24 марта 1978, Кривой Рог, Днепропетровская область) — украинский футболист, выступавший на позициях полузащитника и нападающего. Играл в высших футбольных дивизионах Казахстана, Украины, Белоруссии и Литвы, однако большую часть карьеры провёл в «Буковине» (Черновцы) и «Титане» (Армянск).

## Биография
Воспитанник криворожского футбола, первые шаги на профессиональном уровне делал в командах «Спортинвест» и «Нива» (Бершадь). В 1998 году уехал в Казахстан, где выступал за клуб высшего дивизиона «Шахтёр» (Караганда) — 15 матчей (1 гол) во всех турнирах.
В 2000 году стал игроком клуба «Буковина». В сезоне 1999/00 с командой завоевал путёвку в первую лигу, а в сезоне 2001/02 стал лучшим бомбардиром команды. После чего получил приглашение от клуба высшей лиги: «Ворскла», однако закрепиться в этом клубе и стать основным игроком ему не удалось — 12 матчей во всех турнирах.
Карьеру продолжил в Белоруссии. В течение полутора лет выступал за клуб «Гомель», с которым становился чемпионом страны. В их составе провёл 29 матчей (5 голов) в чемпионате и 4 поединка (1 гол) в кубке. В 2005 году сыграл 11 матчей (1 гол) в высшей лиге Литвы за клуб «Шилуте», а перед этим сыграл в кубковых противостояниях за команду «Каунас».
Затем карьеру продолжил в клубах второй лиги Украины: «Горняк» (Кривой Рог) и «Кривбасс-2». В сезонах 2006/07 и 2007/08 выступал в команде «Титан» (Армянск), где становился призёром второй украинской лиги. Профессиональную карьеру завершил в 2008 году, уже в хорошо ему знакомом клубе «Горняк» (Кривой Рог) и после этого дальнейшее его футбольная жизнь была связана уже только с любительскими командами.

## Спортивные достижения
«Буковина»
- Победитель Второй лиги Украины: 1999/00
- Лучший бомбардир в сезоне: 2001/02 (19 голов)

«Гомель»
- Чемпион Белоруссии: 2003
- Финалист Кубка Белоруссии: 2003/04

«Титан» (Армянск)
- Серебряный призёр Второй лиги Украины: 2007/08
- Бронзовый призёр Второй лиги Украины: 2006/07